# Kyrgyzská sovětská socialistická republika
Kyrgyzská sovětská socialistická republika (kyrgyzsky Кыргыз Советтик Социалистик Республикасы, rusky Киргизская Советская Социалистическая Республика) byla jednou ze svazových republik Sovětského svazu. Nacházela se ve Střední Asii na území současného Kyrgyzstánu. Hlavním městem bylo Frunze (od roku 1991 Biškek).

## Historie
Kyrgyzská sovětská socialistická republika (zkráceně: Kyrgyzská SSR) vznikla povýšením Kyrgyzské autonomní sovětské socialistické republiky, která byla podřízena Ruské sovětské federativní republice, na svazovou republiku Sovětského svazu. K tomuto aktu došlo v rámci rozsáhlé reorganizace samosprávných územních jednotek v Sovětském svazu po přijetí nové stalinské Ústavy SSSR v prosinci 1936. Roku 1989 byl přijat Zákon o státním jazyce, který určil kyrgyzštinu jako jediný oficiální jazyk Kyrgyzské SSR, což vyvolalo v okolí města Oš na západě země násilné střety mezi Kyrgyzy a Uzbeky, kteří zde tvořili většinu. V roce 1990 byl zvolen prvním prezidentem Kyrgyzské SSR fyzik Askar Akajev. Kyrgyzská SSR zanikla rozpadem Sovětského svazu v roce 1991 a následným vyhlášením nezávislé Kyrgyzské republiky.

## Obyvatelstvo
Podle sčítání lidu v roce 1959 žilo na území Kyrgyzské SSR 2 065 000 obyvatel, roku 1989 4 258 000. Na konci 80. let 20. století představovali Kyrgyzové zhruba 60% obyvatelstva. Během druhé světové války bylo do středoasijských svazových republik nuceně přesídleno více než půl milionu sovětských Němců, při sčítání v roce 1989 se k německé národnosti přihlásilo 101 000 občanů Kyrgyzské SSR, což představovalo 2,5% obyvatelstva.

## Název
Do rozpadu SSSR se pro název státu v češtině běžně užívalo přepisu ruského Киргизия – tvaru Kirgizie, popřípadě Kirgizstán, tedy Kirgizská SSR. Po vzniku samostatného státu se doporučuje užívat transkripce z kyrgyzského názvu Кыргызстан, tedy tvaru Kyrgyzstán.